# Actaea bocki
Actaea bocki es una especie de crustáceo decápodo de la familia Xanthidae

## Distribución
Es oriunda de Japón, el estrecho de Corea, el estrecho de Taiwán y el mar de China Oriental.